# The Mutants
A The Mutants a Doctor Who sorozat hatvanharmadik része, amit 1972. április 8.-a és május 13.-a között vetítettek hat epizódban.
A The Mutants címet már korábban használták a sorozat második részében is. Továbbá eltérőek a produkciós kódok a két rész között (A The Daleks-l B - a The Mutants-l NNN a kód).

## Történet
A Doktornak az Idő Lordok egy csak a címzett által kinyitható üzenőgömböt küldenek, s a TARDIS-t a Solon bolygó körül keringő Űrbázisra irányítják. A Doktornak, mint futárnak a gömböt el kell juttatnia a címzetthez, bár annak személye ismeretlen. Az Űrállomást és a bolygót egy zsarnok és kegyetlen Marsall tartja uralmában, míg a bolygó őslakosai, a szolonok szinte rabszolgaként dolgoznak a téziumbányákban. Egyszer csak veszélyes betegség, mutáció üti fel a fejét a bolygón. A Föld közben úgy dönt, hogy a bányák kimerülése miatt kivonul a bolygóról. A szolonok is függetlenséget követelnek. Egyik dolog sem tetszik a Marsallnak, ráadásul azt hiszi, a Doktor és Jo a földi kormány ellenőrei...

## Epizódok listája
| Epizódok sorszáma | Bemutató napja    | Hossza | Nézők száma (millió) | Formátum                    |
| ----------------- | ----------------- | ------ | -------------------- | --------------------------- |
| 1                 | 1972. április 8.  | 24:25  | 9,1                  | Pal színkonverzió           |
| 2                 | 1972. április 15. | 24:24  | 7,8                  | Pal színkonverzió           |
| 3                 | 1972. április 22. | 24:32  | 7,9                  | Pal 2-s színes-videókazetta |
| 4                 | 1972. április 29. | 24:00  | 7,5                  | Pal 2-s színes-videókazetta |
| 5                 | 1972. május 6.    | 24:37  | 7,9                  | Pal 2-s színes-videókazetta |
| 6                 | 1972. május 13.   | 23:43  | 6,5                  | Pal 2-s színes-videókazetta |

## Könyvkiadás
A könyvváltozatát 1977. szeptember 29.-n adta ki a Target könyvkiadó.

## Otthoni kiadás
- VHS-n 2003. februárjában adták ki.
- DVD-n 2011. január 31.-n adták ki.

### Fordítás
- Ez a szócikk részben vagy egészben  a   The Mutants című angol Wikipédia-szócikk fordításán alapul.  Az eredeti cikk szerkesztőit annak laptörténete sorolja fel. Ez a jelzés csupán a megfogalmazás eredetét és a szerzői jogokat jelzi, nem szolgál a cikkben szereplő információk forrásmegjelöléseként.